# 太平邢氏宗祠
太平邢氏宗祠又名敦伦堂，位于中国浙江省绍兴嵊州市长乐镇太平村横街15号、西邻清风公祠，为太平邢氏总祠（属剡西邢氏），始建于明万历八年（1580），清乾隆五十年（1785）、嘉庆七年（1802）、道光四年（1824）和民国六年（1917）等多次重修。建筑坐北朝南，占地面积1514平方米，南侧设有道地，分门厅（内侧穿堂下设戏台）、正厅（两侧设厢房）和后厅（两侧设侧屋，西侧屋为近年重建）三进，其间以穿堂相连，其中门厅面阔七间、正厅和后厅面阔五间，均为硬山顶。2016年2月至2017年1月修缮。